# Mike Burton
Mike Burton, Michael Jay Burton, född den 3 juli 1947 i Des Moines, Iowa, USA, är en amerikansk simmare som blev olympisk mästare i 400 meter frisim och 1 500 meter frisim 1968 samt i 1 500 meter frisim 1972.. Han tog även guld i 1 500 meter frisim vid Panamerikanska spelen 1967 och Sommaruniversiaden 1967.